# إليس هال
إليس هال (بالإنجليزية: Ellis Hall)‏ (22 يونيو 1889 في المملكة المتحدة - 1 يناير 1949 في المملكة المتحدة) هو لاعب كرة قدم بريطاني (وحمل سابقاً جنسية المملكة المتحدة لبريطانيا العظمى وأيرلندا) في مركز الدفاع. لعب مع ستوك سيتي ونادي ميلوول وهال سيتي وهاميلتون أكاديميكال وهدرسفيلد تاون ونادي هاليفاكس تاون وهاستينغز يونايتد ونادي ساوث شيلدز ‏.